# Turcomani
Turcoman este numele dat de contemporani uzilor în Evul Mediu. În prezent, termenul este adesea folosit pentru turkmeni.
Identitatea de turcoman face în mare măsură referire la popoarele turcice care au pătruns în Anatolia și Persia în Evul Mediu Clasic. Turcomanii au început să se autoidentifice ca făcând parte dintr-o identitate etno-culturală distinsă datorită apartenenței comune la islam, dar mai ales ca urmare a separării de mongolii Ilhanatului, care erau văzuți drept infideli. Ca urmare a acestei separații etnico-religioase mai multe lucrări istorice și religioase vor fi scrise de către autori ai Sultanatului de Rum care vor solidifica acest proces de formare a identității naționale. Dintre acestea cea mai importantă a fost Oghuzname.